# Potentilla tilingii
Potentilla tilingii là loài thực vật có hoa trong họ Hoa hồng. Loài này được (Regel) Greene miêu tả khoa học đầu tiên năm 1887.